# Посев (журнал)
«Посе́в» — общественно-политический журнал, орган Народно-трудового союза российских солидаристов (НТС); выходит с 11 ноября 1945 года. Издаётся одноимённым издательством. Девиз журнала: «Не в силе Бог, а в правде» (Александр Невский).

Периодичность журнала менялась: он начал выходить как еженедельное издание, некоторое время выходил 2 раза в неделю, а с начала 1968 года (номер 1128) журнал стал ежемесячным. С 2019 года журнал выходит один раз в два месяца (6 номеров в год).

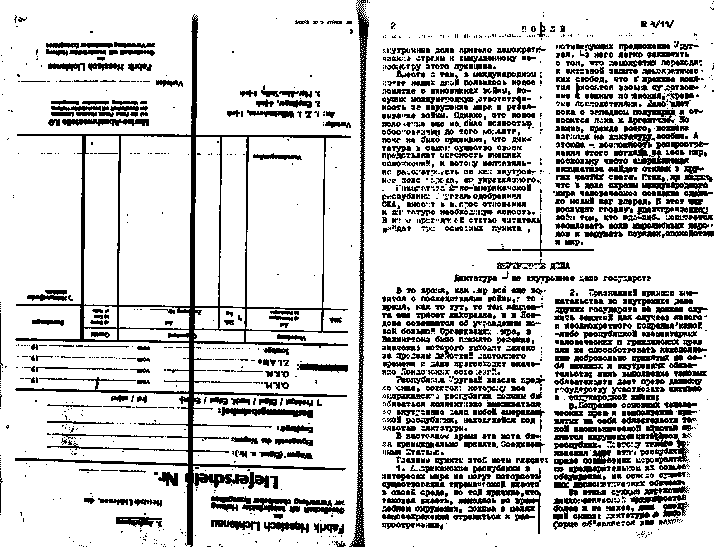
Нехватка бумаги:
журнал напечатан на оборотной стороне бланка

## История
Первый номер журнала вышел тиражом 200 экземпляров в лагере для «перемещённых лиц» у селения Мёнхегоф (нем. Mönchehof) близ города Касселя в Западной Германии. Вначале он печатался на пишущей машинке. Номера 4—7 1946 года (11—14) были напечатаны на оборотной стороне бланков одной немецкой компании. С 10 февраля 1946 года журнал издаётся типографским способом. К концу марта тираж вырос до 500 экземпляров и продолжал расти.
Антисоветское направление журнала и его выступления против насильственной репатриации беженцев не соответствовали тогдашним отношениям между державами-победительницами, и под давлением Советского Союза журнал был закрыт. 31 октября 1946 года вышел последний номер журнала 42 (49).
4 мая 1947 года издание журнала возобновилось. В городе Лимбурге-на-Лане вышел 1 (50) номер журнала за 1947 год. Вначале журнал был вынужден прибегать к некоторым уловкам: например, критикуя авторитарного правителя далёкой Доминиканской Республики генералиссимуса Трухильо, авторы целились в генералиссимуса Сталина. В том же номере был напечатан фельетон об Эзопе и эзоповом языке. Но постепенно политический климат менялся, и журнал стал открыто критиковать Советское правительство.
В январе 1952 года журнал переехал во Франкфурт-на-Майне.
Антисоветская позиция НТС и журнала «Посев», попытки создания партии по ленинскому образцу, сочетающую легальную и подпольную деятельность, цель которой — насильственное свержение Советской власти, сделали НТС и «Посев» одной из главных целей КГБ. Широко известна история о направлении агента КГБ Н. Е. Хохлова с задачей убить одного из руководителей НТС и «Посева» Г. С. Околовича.
В 1972 году за сотрудничество с «Посевом» в СССР был осуждён историк Б. Евдокимов. На других процессах «диссидентов» советские власти вменяли подсудимым в вину контакты с «Посевом». Советская пресса изобиловала выпадами против журнала.
Будучи органом НТС, журнал, тем не менее, печатал статьи не только сторонников «солидаризма», но и всего спектра оппозиции Советской власти.
В журнале печатались и анализировались текущие новости, информация и комментарии о жизни в СССР, Германии и других странах. Освещались продовольственные волнения в Кемеровской области, беспорядки в Темиртау Карагандинской области в 1959 году, рабочие беспорядки в Донбассе, волнения в Новочеркасске в 1962 году, события 1980 года в Польше и война в Афганистане. Печатались материалы о демонстрациях молодежи в Москве, сообщения о психиатрической медицине, о неофициальных выставках художников, о становлении политических течений, о Хельсинкских соглашениях и их нарушениях, о репрессиях и голодовках, о высылках оппозиционных элементов из страны, перепечатывались различные подпольные издания.
Кроме новостей и текущих комментариев, печатались книги с продолжениями, в том числе:
М. Розанов, «Завоеватели белых пятен» (о советских концлагерях)
Г. Климов, «В Берлинском кремле» (штаб советских оккупационных войск)
А. Казанцев, «Третья сила. Россия между нацизмом и коммунизмом» (о движении генерала Власова)
А. Светланин, «Дальневосточный заговор» (дело заместителя наркома обороны Гамарника, погром кадров, маршал Блюхер)
Ю. Трегубов, «Восемь лет во власти Лубянки» (послевоенные мытарства по местам заключения)
В. Шаламов, «Колымские рассказы»
Стихи Б. Пастернака из романа «Доктор Живаго»;
Главы из романов «Всё течёт» В. Гроссмана и «Новое назначение» А. Бека.
В 1985 году художником журнала становится В. И. Филимонов. С 1992 года журнал издаётся в Москве.

## Главные редакторы журнала
1945—1946 — Б. В. Серафимов (Прянишников)
1947 (май—июль) — А. С. Светов (Парфёнов)
1947—1958 — Е. Р. Романов (Островский)
1958—1965 — А. В. Светланин (Н. Н. Лихачёв)
1965—1967 — А. Н. Артёмов (Зайцев)
1968—1970 — Е. Р. Романов (Островский)
1970—1974 — Л. А. Рар
1974—1984 — Я. А. Трушнович
1984—1989 — Е. Р. Миркович
1989—1993 — А. М. Югов
1993—1994 — Е. Р. Миркович
1995 — М. В. Горбаневский
1996—2006 (май) — А. Ю. Штамм
2006 (июнь—октябрь) — Ю. С. Цурганов, А. Ю. Штамм
2006—2018 (март) — Ю. С. Цурганов
с 2022 — Д. А. Тимохина